# حاكم بن مهيد
حاكم بن فاضل بن صالح بن خثعم بن مهيد (1869م / 1286 هـ - 1927م / 1346 هـ)؛ شيخ الفدعان من قبيلة عنزة، زعيم بدوي سوري، ولد في محافظة الرقة، وقاوم الغزو والاحتلال الفرنسي لسورية، كان أحد قادة الثورة على المستعمر الفرنسي.

## نشأته
نشأ حاكم يتيما بعد وفاة والده وهو صغير وترعرع في بيت ابن عمه وزعيم عشيرته الشيخ تركي بن جدعان، ولا شك أن هاجس اليتم قد أرّقه ولكن نشأته في بيت تركي عوضته كثيرا عن هذا الحرمان. نشأته في بيت هذا الزعيم القوي لا شك أنه قد استفاد كثيرا من خبراته ومواهبه ونصائحه. وحرص حاكم منذ صغره على التحلي بصفات الرجال الكاملة وقد رزقه الله عقلا حصيفا فاعتمد على نفسه وكسب احترام الجميع وتقديرهم.

## استلامه مشيخة القبيلة
بعد رحيل عمه تركي مخلفا وراءه طفلين صغيرين هما (مقحم ومحمد) وكانت التقاليد تفرض ان يتولى الكبير منهما الزعامة بعد والده ولكن صغر سنه يمنعه من القيام بمهام الزعامة والشيخة. لذلك فقد اجتمعت الاسرة بدعوة من ام تركي جدة الطفلين واتفقوا على تنصيب حاكم بن فاضل بن مهيد شيخا وزعيما لهم يتولى امور العشيرة ويدير شؤونها ريثما يكبر الطفل مقحم ويبلغ رشده. كان حاكم في التاسعة عشر من عمره حين تم هذا التنصيب سنة 1305هـ والذي صدقت عليه الحكومة القائمة آنذاك في سوريا.

## زواجه
1- امرأة من الفدعان وهي أم لإبنه البكر نايف..
2- حربة بنت الشيخ تركي بن جدعان بن مهيد.. وانجبت ابنه دحام.
3- اخت حربة بنت الشيخ تركي..
4- عفرا بنت الشيخ فارس الجربا. وانجبت ابنه خليل.
5- امرأة أخرى انجب منها ابنه إسماعيل الذي قتل في آذار 1938م في إحدى المعارك القبلية.

## تنازله عن المشيخة
بعد أن شب ابن عمه مقحم بن مهيد وأصبح مؤهلا للزعامة تنازل له عنها إلا أن فريقا من قبيلته ظل تابعا له وانضموا تحت لوائه عندما أصبح رئيسا للحركة الوطنية والدولة الجديدة.

## عمله
بعد تولي حاكم إدارة القبيلة وبعدها، ازداد مع مرور الايام حنكة وتجربة وخبرة حى أصبح زعيما عشائريا يشار اليه بالبنان محبوبا ومحترما من الجميع وانضوت تحت لوائة مجموعة من العشائر الأخرى اعجابا بسياسته الحكيمة وقيادته الفذة وهذا ما اهّله لمنصب هام وحساس بعد ذلك وصار تجّار حلب والموصل وبغداد يدفعون له أتاوة لقاء خفر قوافلهم وحمايتها، وشكّل حـاكم متطوّعة بعد سقوط إبراهيم باشا الـملي عام 1908 م وفصائله المسلّحة ولقّب بباشا في عهد الملك فيصل وكان حاكم بن مهيد ذا نزعة عربيّة، وعندما قامت الثورة العربية 1916م أيّدها وابتهج عندما ارتفع العلم العربي فوق دار السرايا.. في 10 كانون الأول عام 1918 م شـارك حاكم بالاحتفال، وقد أنعم عليه الشريف حسين بلقب باشا أيضا.

## مقاومة الاحتلال
ذاع صيته عندما أعلن أهالي قضاء الرقة استقلالهم عن حكومتي دمشق وحلب اللتين استسلمتا وكلفوه أن يتراس لجنتهم الإدارية وقام وقتئذ لتعطيل التجارة بين حلب ودير الزور وللاستيلاء على حلب وبعد استشهاد يوسف العظمة في معركة ميسلون بـ 16 يوم (خاضت الامة العربية غمار الحرب بجانب الحلفاء اعتمادا على مواعيدهم التي قطعوها لشريف مكة آنذاك الشريف حسين وعندما وضعت الحرب اوزارها تقاسم الحلفاء البلاد ودخلوها بدون مبرر شرعي والان دخلوا دمشق بعد معركة مع أهل البلاد واتلفوا قسما من الأهالي والجيش وعليه نحن سكان منطقة الرقة المحدودة، شرقا نهر الخابور، غربا طرابلس، شمالا الخط الحديدي قبل بلدة السخنة، قررنا الاحتفاظ بهذه المنطقة لبينما يتقرر مصير البلاد وقد اخترنا المناداة بالأمير حاكم بن مهيد رئيسا لها باسم رئيس الحركة الوطنية وعلى الرئيس المذكور أن يكون الحكم في المنطقة شورى بمجلس يختاره الشعب ويصدر الاوامر اللازمة والاحكام وقررنا الدفاع عن هذه المنطقة وإذا مست الحاجة محالفة إحدى الدول المجاورة التي نختارها. على أن نبلغ هذه القرار إلى جميع الدول بواسطة قنصل أمريكا الموجود في حلب) كان ذلك بعد الحرب العالمية الأولى وبعد معركة ميسلون والاحتلال الفرنسي لسوريا. ورفضت هذه الدولة الانضواء تحت الحكم الفرنسي لتشكل حكومة وطنية مستقلة معتبرة وعلى لسان رئيسها حاكم بن مهيد: (الفرنسيين اعداء الدين والوطن). وشكلوا جيشا يقوده حاكم بنفسه والذي يحمل رتبة لواء
أكثر من جالد وقاتل بجانبه فخذ الشميلات من الفدعان وذلك ايضاً جيش آخر ينقسم هذا الجيش إلى قسمين جيش نظامي عدد افراده الف جندي اشتهروا باسم (الزكرت) يقومون بمهمة القوة المسلحة أثناء السلم يعينهم في تنظيم الأمن الداخلي مائة وسبعون دركيا. والقسم الثاني: المتطوعة وهم كل قادر على حمل السلاح من أبناء القرى والعشائر. وينضمون بقيادة رؤساء عشائرهم إلى الجيش النظامي أثناء الحرب. وكان للجيش معسكرات خاصة ولا يدخلون إلى المدينة تفاديا للمشاكل ولا يتدخل الجيش بامور الإدارة المحلية المدنية التي يتولاها أعضاء لجنة الحركة الوطنية. كل هذه الترتيبات كانت تتم وفق تشاور بين المعنين بالامر على رأسهم الفارس حاكم بن مهيد.

## الموقف الفرنسي
لم تابه الحكومة الفرنسية باديء الامر بالدولة الجديدة لكن بعد أن بدا التعاون بين هذه الدولة والجيش التركي اخذت [فرنسا] الامر جديا فاصدر الجنرال غورو القرار رقم 367 من 21 ايلول 1920م مدخلاً المنطقة التي تحكمها دولة حاكم بن مهيد تحت حكومته لكن هذه القرار كان مرفوضا لدى ابن مهيد واعوانه مما دعا بالجنرال الفرنسي دولامرت إلى دعوة الأمير حاكم إلى المفاوضة وكان العرض المبدئي ان تتعهد قيادة الجيش الفرنسي بان تستخدم جيش الحركة الوطنية برواتب افراده الحاضرة موكلة اليه تحت قيادة الأمير حاكم بن مهيد حماية الحدود الشمالية السورية من الاتراك كما تتعهد بان تدفع إلى رئيس الحركة الوطنية منحة مستعجلة قدرها مائة الف ليرة عثمانية ذهباً، ولكن رد حاكم كان حاسما واجابهم انه لم يقم بهذه الحركة ابتغاء مال أو منفعة زائلة وانه انما يدافع عن فكرة آمن بها وقال بالعاميه الفلوس والناموس لا يلتقيان وامام رفض حاكم وحكومة دولته للعرض وللاحتلال الفرنسي قرر الانتداب الفرنسي توجيه حملة عسكرية للاستيلاء على هذه المنطقة بالقوة والقضاء على الحكومة الوطنية، وفي ايلول من عام 1920م وصلت الحملة إلى الرقة مصحوبة بالمدافع واربع طائرات فاستخدم حاكم بن مهيد الحيلة في تأخير الصدام الأول مع الفرنسيين وارسل إلى الجيش التركي يطلب مددا متعهدا بدفع رواتبهم فبعثوا له 250 جنديا ساهموا في رفع معنويات أهالي المنطقة.
ابتدا الصدام المسلح وانطلقت قذائف الفرنسيين الواحدة تلو الأخرى وكان الرد من حاكم واعوانه ومن المدافعين التركيين وانتهت المعركة عن انتصار جزئي لدولة حاكم، وانسحاب الفرنسيين عدا طائراتهم التي كانت تلقي قنابلها على بلدة الرقة بشكل يومي لكن الناس اعتادوا عليها فكانوا يختبئون حين يرونها مقبلة وإذا ادبرت خرجوا ساخرين منها. اما حاكم فقرر ان يطارد الحملة الفرنسية إلى دير الزور لمحاربتها وإنقاذ المدينة منها وطلب من الاتراك مددا فاشار عليه قائد الجيوش التركية في ما بين النهرين محمد نهاد باشا بان يتجه بجيشه إلى حلب لقطع خطوط تموين الفرنسيين واحتلال [ضواحي حلب] ووعده بمساندته بالف جندي.
بدا حاكم زحفه الكبير إلى حلب بجيش ضخم قوامه خمسة آلاف محارب وحرر عدة مناطق في طريقه من بينها منبج وحقق انتصارات سريعة ومذهلة جعلت اسمه يجلجل في سماء سوريا والوطن العربي ووصل إلى مشارف حلب وبدات الاشتباكات بينه وبين الجيش الفرنسي المنظم على امل ان يصل المدد التركي المكون من الف جندي إلا أن الاتراك خذلوه وتخلوا عن وعدهم له فخاض المعركة وحده.
ابدى هو وجيشه بسالة منقطعة النظير ولكن الطائرات الفرنسية القت على هؤلاء الفرسان قنابلها المروعة المدوية محدثتا هلعا في صفوف الجيش البدوي الباسل وفي قلوب الخيل وفرسانها. اضطر جيش حاكم إلى التقهقر بعدما كادت مدينة حلب ان تسقط في يديه.
انها الطائرات في مواجهة السيوف والبنادق معركة غير متكافئة ابدا -.
يقول صعيقر الفدعاني وهو شاعر كان برفقة الأمير حاكم مبديا هلعه من هذه الطائرات:
```
طيارةٍ فوقنا حامت....
 

ذبّت على الجيش بمباتي....

والبارح العين مانامت....

ماتدري الصبح وش ياتي....
```

## ضعف المقاومة
عاد حاكم إلى الرقة فاقدا الثقة بالاتراك وشعر الا قدرة لجيشه البدائي بمقاومة جيش محتل يملك أحدث وسائل الحرب من طائرات ومدافع. جاءت الأخبار السيئة إلى الرقة حول الاتفاق بين تركيا وفرنسا على [ترسيم الحدود] كما حصل في معاهدة أنقرة الموقعة في 20 تشرين ألأول عام 1921م، عندها يئس حاكم باشا والمجلس الوطني بالرقة، في 17 كانون الأول 1921 عبرت قوات الكولونيل دي بغوار نهر الفرات نحو الرقة فلم تلق أية مقاومة. تغيرت الظروف وبدات الدولة بالتلاشي بعد أن استمرت 15 شهرا. بذلك تنتهي فترة هذه الدولة الوطنية أو كما اسماها العجيلي الدولة المجهولة.

## محاكمته
طلبته السلطات الفرنسيّة وحاكمته في مدينة حلب، ولكن الشيخ مجحم بن مهيد توسط له واستقر في (عين عيسى)، ووقع صك الاعتراف بالانتداب الفرنسي في 19 تموز عام 1922م وعاد يمارس نشاطه القبلي.

## وفاته
عاش حاكم في السنوات الأخيرة من عمره منزويا مبتعدا عن الأحداث السياسية ويبدو أنه قد اصيب بخيبة امل مما رآه من تخاذل الذي كان يامل منهم مساندته، ومعه حاشية من اتباعه واقاربه، وظل على هذه الحال إلى أن توفي في اليوم الأخير من عام 1927م – 1346 هـ على ماذكر اوبنهايم، أما أحمد وصفي زكريا فقد ذكر ان وفاته عام 1932م - 1351 هـ والصواب ماذكره اوبنهايم ويذكر إبراهيم علوان في بطولات عربية على ضفاف الفرات انه مدفون في عين عيسى شمالي الرقة في سوريا..